# Papíkovo
Papíkovo (en rus: Папиково) és un poble del krai de Krasnoiarsk, a Rússia, segons el cens del 2017 tenia 121 habitants. Pertany al districte municipal d'Aguínskoie.